# Amolita delicata
Amolita delicata là một loài bướm đêm trong họ Erebidae.